# Кубок Шотландії з футболу 1920—1921
Кубок Шотландії з футболу 1920–1921 — 43-й розіграш кубкового футбольного турніру у Шотландії. Титул вперше здобув Партік Тісл.

## Третій раунд
| Команда 1                     | Рахунок | Команда 2              |
| ----------------------------- | ------- | ---------------------- |
| 19 лютого 1921                |         |                        |
| Армадейл (-)                  | 2:2     | Альбіон Роверз (1)     |
| Ейр Юнайтед (1)               | 1:1     | Мотервелл (1)          |
| Дамбартон (1)                 | 5:0     | Нітсдейл Вондерерс (-) |
| Данді (1)                     | 0:0     | Абердин (1)            |
| Іст Файф (-)                  | 1:3     | Селтік (1)             |
| Іст Стерлінгшир (-)           | 1:2     | Партік Тісл (1)        |
| Гамільтон Академікал (1)      | 0:1     | Гарт оф Мідлотіан (1)  |
| Рейнджерс (1)                 | 0:0     | Аллоа Атлетік (-)      |
| 23 лютого 1921 (перегравання) |         |                        |
| Мотервелл (1)                 | 1:1     | Ейр Юнайтед (1)        |
| Абердин (1)                   | 1:1     | Данді (1)              |
| 26 лютого 1921 (перегравання) |         |                        |
| Альбіон Роверз (1)            | 0:0     | Армадейл (-)           |
| Рейнджерс (1)                 | 4:1     | Аллоа Атлетік (-)      |
| 1 березня 1921 (перегравання) |         |                        |
| Абердин (1)                   | 0:2     | Данді (1)              |
| 2 березня 1921 (перегравання) |         |                        |
| Армадейл (-)                  | 0:0 дч  | Альбіон Роверз (1)     |
| Мотервелл (1)                 | 3:1     | Ейр Юнайтед (1)        |
| 3 березня 1921 (перегравання) |         |                        |
| Альбіон Роверз (1)            | 2:0     | Армадейл (-)           |

## Чвертьфінали
| Команда 1                      | Рахунок | Команда 2             |
| ------------------------------ | ------- | --------------------- |
| 5 березня 1921                 |         |                       |
| Селтік (1)                     | 1:2     | Гарт оф Мідлотіан (1) |
| Дамбартон (1)                  | 0:3     | Рейнджерс (1)         |
| Данді (1)                      | 0:2     | Альбіон Роверз (1)    |
| Мотервелл (1)                  | 2:2     | Партік Тісл (1)       |
| 8 березня 1921 (перегравання)  |         |                       |
| Партік Тісл (1)                | 0:0     | Мотервелл (1)         |
| 15 березня 1921 (перегравання) |         |                       |
| Партік Тісл (1)                | 2:1     | Мотервелл (1)         |

## Півфінали
| Команда 1                      | Рахунок | Команда 2             |
| ------------------------------ | ------- | --------------------- |
| 26 березня 1921                |         |                       |
| Партік Тісл (1)                | 0:0     | Гарт оф Мідлотіан (1) |
| Рейнджерс (1)                  | 4:1     | Альбіон Роверз (1)    |
| 30 березня 1921 (перегравання) |         |                       |
| Партік Тісл (1)                | 0:0     | Гарт оф Мідлотіан (1) |
| 5 квітня 1921 (перегравання)   |         |                       |
| Партік Тісл (1)                | 2:0     | Гарт оф Мідлотіан (1) |

## Фінал
| 16 квітня 1921 15:00 (CET) |

| Партік Тісл (1) | 1:0      | Рейнджерс (1) |
| --------------- | -------- | ------------- |
| Блейр           | Протокол |               |

| Селтік Парк, Глазго Глядачів: 28 294 |